# Portilla de la Canda
Portilla de la Canda är ett bergspass i Spanien.   Det ligger i regionen Kastilien och Leon, i den nordvästra delen av landet, 300 km nordväst om huvudstaden Madrid. Portilla de la Canda ligger 1 237 meter över havet.
Terrängen runt Portilla de la Canda är kuperad. Runt Portilla de la Canda är det mycket glesbefolkat, med 4 invånare per kvadratkilometer. Närmaste större samhälle är Lubián, 5,1 km öster om Portilla de la Canda. 